# Cinéastes à tout prix
Pour plus de détails, voir Fiche technique et Distribution.
Cinéastes à tout prix est un documentaire belge réalisé par Frédéric Sojcher et sorti en 2004.

## Synopsis
Cinéastes à tout prix est un documentaire de 65 minutes sur des réalisateurs, qui, tels le facteur Cheval, réinventent l’art sans même s’en apercevoir. Ils sont tous en dehors du système cinématographique, autofinancent leurs films et n'ont pas accès aux circuits habituels de diffusion... tout en développant un univers fantastique, qui ne ressemble à rien de ce qui se fait dans la production « auteuriste » ou commerciale. On ne peut pas les confondre avec des cinéastes amateurs. Il ne s’agit pas pour eux de mettre en scène des films de famille ou de vacances. À partir de leurs obsessions thématiques et esthétiques, ils réalisent ce qu’il faut bien appeler une œuvre... Leur filmographie est importante et s'étend sur un très long laps de temps. Ils ont tous réalisé plusieurs longs métrages, ce qui nécessite une énergie et une force de conviction en elles-mêmes hors normes. On ne peut pas non plus confondre la démarche de ces cinéastes avec celle des peintres du dimanche. Cinéma et vie sont pour eux totalement liés. Ils filment comme ils respirent. Leurs longs métrages ont pour la plupart été tournés dans un format semiprofessionnel 16 mm... comme s’ils rêvaient de quitter leur ghetto pour pouvoir atteindre un jour un plus large public.
Cinéastes à tout prix est consacré à trois réalisateurs :
- Jacques Hardy, professeur d’économie au lycée ("Athénée royal") de Visé, aujourd'hui à la retraite. Il revisite l’ensemble des genres cinématographiques : du péplum, en passant par le western, par le polar et par un remake de Don Camillo.
- Max Naveaux, ancien projectionniste d’Exploration du monde. Il se consacre à des films de guerre se déroulant durant la Seconde Guerre mondiale, tourne avec balles et explosifs réels.
- Jean-Jacques Rousseau, maçon, puis employé au centre culturel de « La Posterie » à Courcelles). Il réalise des films hallucinants, dont il est impossible de prévoir le plan suivant.

Le documentaire passe, dans un jeu d’aller-retour, d’un cinéaste à l’autre. À travers des univers, des styles de films apparemment dissemblables, se profile une même démarche – une même marginalité créatrice.

## Fiche technique
- Titre : Cinéastes à tout prix
- Réalisateur : Frédéric Sojcher
- Premier assistant réalisateur : Arnout André de la Porte
- Scénario : Frédéric Sojcher
- Photographie : Michel Houssiau
- Montage : Denise Vindevogel
- Ingénieur du son : Paul Hymans
- Production : Hubert Toint
- Société de production : Saga Film, Flight Movie, RTBF et CinéCinéma
- Société de distribution : L'Envers du décor (France)
- Pays :  Belgique et  France
- Genre : Documentaire
- Durée : 62 minutes
- Dates de sortie : 
  -  France : 15 mai 2004 (Festival de Cannes), 2 mars 2005

## Distribution
- Max Naveaux
- Jacques Hardy
- Jean-Jacques Rousseau
- Benoît Poelvoorde
- Noël Godin
- Christian Vrancken
- Renato Cubba
- Frans Badot
- Jean Schuartz
- Roland Bavais
- Joseph Saint-Rémy
- Jean-Claude Lambrecht
- Jean-Marie Happart
- Béatrice Janssen
- Patrick Moriau
- Cory Fly
- Hélène Lecomte
- Frédérique Rousseau
- Bouli Lanners

## Distinctions
Le film a été sélectionné en sélection officielle hors-compétition au Festival de Cannes 2004.